# Rick Hellmann
Rick Cornell Hellmann (* 26. Januar 1988 in Berlin) ist ein deutscher Badmintonspieler des Rollstuhl-Sport-Clubs Berlin. Er startet im Parabadminton in der Startklasse WH2, sowohl im Einzel als auch im Doppel.

## Leben
Hellmann wuchs als Sohn einer deutschen Mutter und eines kongolesischen Vaters in Berlin auf. Als Kind betrieb er Leistungsschwimmen, bis er im Alter von zehn Jahren eine krankheitsbedingte Querschnittlähmung erlitt. Im Behindertensport betrieb er zunächst Rollstuhlfechten. Er ist derzeit als Doktorand an der Abteilung Experimentelle Neurologie der Charité Universitätsmedizin Berlin tätig.
2014 wurde er an einem S-Bahnhof in Berlin angesprochen und zum Probetraining im Parabadminton zum RSC Berlin eingeladen. In den folgenden Jahren entwickelte er sich zu einem der besten Spieler seiner Klasse und erkämpfte sich mehrere deutsche Meistertitel. Hellmanns Spiel zeichnet sich besonders durch seine überragende Schnelligkeit aus. 2017 startete Hellmann bei der Badminton-Weltmeisterschaft für Behinderte im südkoreanischen Ulsan im Einzel und erreichte das Viertelfinale. Bei der Badminton-Europameisterschaft für Behinderte in Rodez gewann er 2018 im Einzel und im Doppel mit seinem Partner Young-Chin Mi jeweils eine Bronzemedaille. Hellmann strebt eine Teilnahme an den Sommer-Paralympics 2020 an, bei denen erstmals Badminton-Wettbewerbe im Programm sind.